# Ross (album 1983)
Ross è un album in studio della cantante statunitense Diana Ross, pubblicato nel 1983.

## Tracce
Side A
1. That's How You Start Over – 4:12 (Ed Sanford, Michael McDonald)
2. Love Will Make It Right – 4:46 (Donald Fagen)
3. You Do It – 4:32 (Deborah Allen, Eddie Struzick, Rafe Van Hoy)
4. Pieces of Ice – 4:58 (John Capek, Marc Jordan)

Side B
1. Let's Go Up – 4:06 (Franne Golde, Peters Ivers)
2. Love or Loneliness – 4:18 (Ray Parker Jr.)
3. Up Front – 4:00 (Ray Parker Jr.)
4. Girls – 4:03 (Bill Wray, Marc Jordan, Diana Ross)